# (7808) Bagould
(7808) Bagould est un astéroïde de la ceinture principale.

## Description
(7808) Bagould est un astéroïde de la ceinture principale. Il fut découvert le 5 avril 1976 à El Leoncito par Mario Reynaldo Cesco. Il présente une orbite caractérisée par un demi-grand axe de 2,56 UA, une excentricité de 0,16 et une inclinaison de 6,5° par rapport à l'écliptique.

## Compléments